# DHB-Pokal 2006/07
Die Handballspiele um den DHB-Pokal 2006/07 der Männer fanden zwischen dem September 2006 und April 2007 statt. Die Endrunde, das Final Four, wurde am 14. und 15. April 2007 in der Color Line Arena in Hamburg ausgespielt.
Als Spieltermine wurden für die 1. Runde der 2./3. September 2006, für die 2. Runde der 27. September 2006 und für die 3. Runde der 1. November 2006 festgelegt. Das Achtelfinale fand am 29. November 2006, das Viertelfinale am 14. Februar 2007 und das Final Four am 14./15. April 2007 statt.
DHB-Pokalsieger 2007 wurde der THW Kiel mit einem 33:31-Sieg gegen die SG Kronau/Östringen. Zum besten Spieler des Final Four wurde Nikola Karabatić vom THW Kiel gewählt.
In der 1. Pokalmeisterschaftsrunde wurden die Vereine nach geographischen Gesichtspunkten in zwei Gruppen eingeteilt.

In den Runden bis zum Viertelfinale haben immer Spielklassentiefere das Heimrecht gegenüber Spielklassehöheren.

## Hauptrunden

### 1. Runde
Die Auslosung der 1. Runde fand am 25. Juni 2006 statt.

In der 1. Runde nehmen keine Mannschaften aus der 1. Bundesliga teil.

#### Nord
Die Spiele der 1. Runde Nord fanden am 25./27./30. August sowie am 1./2./3. September 2006 statt. Der Gewinner jeder Partie zog in die 2. Runde des DHB-Pokales 2007 ein.
| Heimmannschaft           | Endergebnis                      | Gastmannschaft            | Datum & Zeit            |
| ------------------------ | -------------------------------- | ------------------------- | ----------------------- |
| HSG Northeim             | 26 : 39 (14 : 20)                | SV Post Schwerin          | 25.08.06, Fr. 19:30 Uhr |
| TSG Altenhagen-Heepen    | 52 : 25 (23 : 11)                | HSG Niestetal-Staufenberg | 27.08.06, So. 17:00 Uhr |
| MTV Post Eintracht Celle | 24 : 27 (10 : 12)                | SG Bramstedter/Henstedt   | 27.08.06, So. 17:00 Uhr |
| VfL Edewecht II          | 25 : 33 (09 : 20)                | HSG Varel                 | 30.08.06, Mi. 20:00 Uhr |
| Ahlener SG               | 39 : 40 (16 : 18)                | TuS Spenge                | 01.09.06, Fr. 19:30 Uhr |
| HG 85 Köthen             | 13 : 29 (06 : 12)                | SC Magdeburg II           | 01.09.06, Fr. 20:00 Uhr |
| SG Achim/Baden           | 30 : 31 (16 : 14)                | TSV Hannover-Burgdorf     | 01.09.06, Fr. 20:00 Uhr |
| HSG Augustdorf/Hövelhof  | 35 : 36 n. V. (32 : 32, 14 : 18) | TSV Altenholz             | 01.09.06, Fr. 20:00 Uhr |
| HG 85 Köthen II          | 30 : 33 (16 : 14)                | HSG Tarp-Wanderup         | 02.09.06, Sa. 16:30 Uhr |
| BFC Preussen             | 25 : 40 (08 : 24)                | TUSEM Essen               | 02.09.06, Sa. 16:30 Uhr |
| SC Irxleben              | 15 : 41 (08 : 19)                | Stralsunder HV            | 02.09.06, Sa. 16:45 Uhr |
| TSV Bremervörde          | 27 : 22 (14 : 13)                | SG Flensburg-Handewitt II | 02.09.06, Sa. 17:30 Uhr |
| HSG Hohn/Elsdorf         | 27 : 40 (12 : 18)                | DHK Flensborg             | 02.09.06, Sa. 18:00 Uhr |
| Lehrter SV               | 23 : 31 (09 : 16)                | Füchse Berlin             | 02.09.06, Sa. 18:30 Uhr |
| ASV Hamm                 | 28 : 27 (13 : 11)                | HC Empor Rostock          | 02.09.06, Sa. 19:15 Uhr |
| VfL Gladbeck             | 22 : 28 (09 : 13)                | Dessau-Rosslauer HV       | 02.09.06, Sa. 19:30 Uhr |
| TV Werther               | 24 : 27 (11 : 16)                | HSG Kropp-Tetenhusen      | 03.09.06, So. 15:30 Uhr |
| TuS Bergen               | 23 : 36 (08 : 17)                | OHV Aurich                | 03.09.06, So. 16:00 Uhr |
| BSV Luckau               | 25 : 33 (11 : 19)                | HSV Insel Usedom          | 03.09.06, So. 16:00 Uhr |
| VfL Geesthacht           | 22 : 23 (09 : 11)                | VfL Fredenbeck            | 03.09.06, So. 16:30 Uhr |
| HSG Handball Lemgo II    | 31 : 24 (14 : 11)                | SV Anhalt Bernburg        | 03.09.06, So. 17:00 Uhr |
| TSG Emmerthal            | 29 : 31 (16 : 13)                | TV Emsdetten              | 03.09.06, So. 17:00 Uhr |

- 1. VfL Potsdam ist eine Runde weiter durch ein Freilos.

#### Süd
Die Spiele der 1. Runde Süd fanden am 1.–3. September 2006 statt. Der Gewinner jeder Partie zog in die 2. Runde des DHB-Pokales 2007 ein.
| Heimmannschaft                   | Endergebnis        | Gastmannschaft              | Datum & Zeit            |
| -------------------------------- | ------------------ | --------------------------- | ----------------------- |
| HSG Freiberg                     | 30 : 34 (17 : 14)  | EHV Aue                     | 01.09.06, Fr. 20:00 Uhr |
| SG Schalksmühle-Halver           | 00 : 00 (00 : 00)* | SG Leutershausen            | 02.09.06, Sa. 00:00 Uhr |
| HC Erlangen                      | 28 : 29 (15 : 16)  | ThSV Eisenach               | 02.09.06, Sa. 15:00 Uhr |
| HSC 2000 Coburg                  | 50 : 31 (24 : 17)  | HBR Ludwigsburg II          | 02.09.06, Sa. 16:00 Uhr |
| HSG Baunatal                     | 25 : 28 (14 : 16)  | TSV Deizisau                | 02.09.06, Sa. 17:00 Uhr |
| TV Korschenbroich                | 22 : 26 (08 : 16)  | HG Oftersheim/Schwetzingen  | 02.09.06, Sa. 17:00 Uhr |
| Fortuna Saarburg                 | 20 : 30 (08 : 16)  | TSG Friesenheim             | 02.09.06, Sa. 18:00 Uhr |
| MSG Darmstadt                    | 14 : 38 (09 : 17)  | SG Nußloch                  | 02.09.06, Sa. 18:00 Uhr |
| LHV Hoyerswerda                  | 32 : 35 (11 : 14)  | TUSPO Obernburg             | 02.09.06, Sa. 18:00 Uhr |
| Leichlinger TV                   | 31 : 36 (12 : 16)  | SG Wallau/Massenheim        | 02.09.06, Sa. 18:15 Uhr |
| TV Nieder-Olm                    | 36 : 27 (20 : 11)  | MSG Mühlheim                | 02.09.06, Sa. 18:30 Uhr |
| HSG Dutenhofen/Münchholzhausen   | 28 : 29 (17 : 15)  | TSG Groß-Bieberau           | 02.09.06, Sa. 18:30 Uhr |
| TSV Bayer Dormagen               | 43 : 31 (21 : 13)  | HSC Bad Neustadt            | 02.09.06, Sa. 18:30 Uhr |
| TV Hüttenberg                    | 21 : 28 (07 : 14)  | Bergischer HC               | 02.09.06, Sa. 19:00 Uhr |
| TuS 04 Kaiserslautern-Dansenberg | 19 : 34 (09 : 14)  | VfL Eintracht Hagen         | 02.09.06, Sa. 19:00 Uhr |
| SV Fellbach                      | 30 : 33 (13 : 15)  | TSG Münster                 | 02.09.06, Sa. 19:00 Uhr |
| SV Hermsdorf                     | 23 : 40 (12 : 19)  | HSG Gensungen/Felsberg      | 02.09.06, Sa. 19:30 Uhr |
| TSG Söflingen                    | 36 : 35 (23 : 19)  | TV Gelnhausen               | 02.09.06, Sa. 19:30 Uhr |
| SG Köndringen/Teningen           | 33 : 30 (15 : 16)  | LTV Wuppertal               | 02.09.06, Sa. 19:30 Uhr |
| TSG Haßloch                      | 24 : 30 (13 : 15)  | 1. SV Concordia Delitzsch   | 02.09.06, Sa. 20:00 Uhr |
| OSC Rheinhausen                  | 22 : 32 (13 : 11)  | HBR Ludwigsburg             | 03.09.06, So. 16:00 Uhr |
| SG Kronau/Östringen II           | 35 : 29 (18 : 08)  | TV Willstätt                | 03.09.06, So. 17:00 Uhr |
| VTZ Saarpfalz                    | 31 : 36 (19 : 13)  | SG Bietigheim-Metterzimmern | 03.09.06, So. 17:00 Uhr |

* Die SG Leutershausen trat wegen Insolvenz nicht an, das Spiel wurde für die SG Schalksmühle-Halver gewertet

### 2. Runde
Die Auslosung der 2. Runde fand am 4. September 2006 um 15:00 Uhr statt.

Die Ligen der Teams entsprechen der Saison 2006/07.

Für die 2. Runde sind folgende Mannschaften qualifiziert:
| Bundesliga | 2. Bundesliga | Regionalliga | Oberliga und weitere                                                                                                 |
| - THW Kiel - SG Flensburg-Handewitt - VfL Gummersbach - SC Magdeburg - TBV Lemgo - SG Kronau/Östringen - TV Großwallstadt - Frisch Auf Göppingen - HSG Nordhorn - HSV Hamburg - TuS Nettelstedt-Lübbecke - MT Melsungen - TSV GWD Minden - HSG Düsseldorf - HSG Wetzlar - Wilhelmshavener HV - HBW Balingen-Weilstetten - Eintracht Hildesheim | Nord - TV Emsdetten - TSV Hannover-Burgdorf - OHV Aurich - ASV Hamm - Stralsunder HV - Dessau-Roßlauer HV - SV Post Schwerin - TSV Altenholz - SC Magdeburg II - Füchse Berlin - TuS Spenge - HSG Varel - 1. VfL Potsdam Süd - 1. SV Concordia Delitzsch - TSV Bayer Dormagen - HG Oftersheim/Schwetzingen - ThSV Eisenach - TSG Friesenheim - HSG Gensungen-Felsberg - TUSPO Obernburg - Bergischer HC - TSG Münster - EHV Aue - SG Bietigheim-Metterzimmern - TUSEM Essen - HBR Ludwigsburg | NHV - TSV Bremervörde - VfL Fredenbeck NOHV - HSG Tarp-Wanderup - DHK Flensborg - HSV Insel Usedom - SG Bramstedter/Henstedt - HSG Kropp-Tetenhusen SHV - TSG Söflingen - SG Kronau/Östringen II - SG Köndringen/Teningen - TSV Deizisau - HSC 2000 Coburg SWHV - SG Wallau/Massenheim - TSG Groß-Bieberau - TV Nieder-Olm WHV - VfL Eintracht Hagen - SG Schalksmühle-Halver | Oberliga Nordrhein-Westfalen - HSG Handball Lemgo II - TSG Altenhagen-Heepen Oberliga Baden-Württemberg - SG Nußloch |

Die Spiele der 2. Runde finden am 24./26./27. September 2006 statt. Der Gewinner jeder Partie zog in die 3. Runde des DHB-Pokals 2007 ein.
| Heimmannschaft              | Endergebnis                      | Gastmannschaft            | Datum & Zeit            |
| --------------------------- | -------------------------------- | ------------------------- | ----------------------- |
| Füchse Berlin               | 34 : 37 n. V. (29 : 29, 16 : 12) | Eintracht Hildesheim      | 24.09.06, So. 16:00 Uhr |
| TSG Söflingen               | 33 : 36 n. V. (19 : 12)          | TUSPO Obernburg           | 26.09.06, Di. 19:30 Uhr |
| VfL Eintracht Hagen         | 23 : 32 (11 : 14)                | HSG Düsseldorf            | 26.09.06, Di. 19:30 Uhr |
| MT Melsungen                | 33 : 42 (15 : 22)                | VfL Gummersbach           | 26.09.06, Di. 20:00 Uhr |
| DHK Flensborg               | 23 : 39 (13 : 17)                | SG Flensburg-Handewitt    | 26.09.06, Di. 20:00 Uhr |
| SG Kronau/Östringen II      | 37 : 24 (15 : 09)                | TV Nieder-Olm             | 26.09.06, Di. 20:00 Uhr |
| OHV Aurich                  | 35 : 30 (13 : 11)                | Dessau-Roßlauer HV        | 27.09.06, Mi. 19:00 Uhr |
| SG Kronau/Östringen         | 29 : 26 (17 : 10)                | Frisch Auf Göppingen      | 27.09.06, Mi. 19:30 Uhr |
| SG Wallau/Massenheim        | 30 : 27 (13 : 11)                | 1. SV Concordia Delitzsch | 27.09.06, Mi. 19:30 Uhr |
| TSG Groß-Bieberau           | 30 : 25 (15 : 11)                | HBR Ludwigsburg           | 27.09.06, Mi. 19:30 Uhr |
| TUSEM Essen                 | 25 : 28 (07 : 11)                | Stralsunder HV            | 27.09.06, Mi. 19:00 Uhr |
| 1. VfL Potsdam              | 16 : 35 (08 : 19)                | SC Magdeburg              | 27.09.06, Mi. 19:30 Uhr |
| SC Magdeburg II             | 22 : 37 (09 : 22)                | HSV Hamburg               | 27.09.06, Mi. 19:30 Uhr |
| HG Oftersheim/Schwetzingen  | 26 : 27 n.S. (08 : 10)           | HSG Gensungen-Felsberg    | 27.09.06, Mi. 19:30 Uhr |
| TuS Spenge                  | 21 : 31 (12 : 15)                | Wilhelmshavener HV        | 27.09.06, Mi. 19:30 Uhr |
| HSV Insel Usedom            | 22 : 49 (12 : 25)                | THW Kiel                  | 27.09.06, Mi. 19:30 Uhr |
| TV Emsdetten                | 32 : 30 (18 : 14)                | TSV Hannover-Burgdorf     | 27.09.06, Mi. 19:30 Uhr |
| TSV Bremervörde             | 27 : 38 (12 : 20)                | ASV Hamm                  | 27.09.06, Mi. 19:30 Uhr |
| TSV GWD Minden              | 27 : 31 (13 : 16)                | HSG Nordhorn              | 27.09.06, Mi. 19:30 Uhr |
| HSG Handball Lemgo II       | 32 : 24 (16 : 10)                | VfL Fredenbeck            | 27.09.06, Mi. 20:00 Uhr |
| TSV Deizisau                | 28 : 34 (12 : 17)                | ThSV Eisenach             | 27.09.06, Mi. 20:00 Uhr |
| SG Bietigheim-Metterzimmern | 34 : 39 (14 : 20)                | HSG Wetzlar               | 27.09.06, Mi. 20:00 Uhr |
| TSV Bayer Dormagen          | 30 : 31 (15 : 18)                | TV Großwallstadt          | 27.09.06, Mi. 20:00 Uhr |
| HSC 2000 Coburg             | 24 : 32 (14 : 17)                | TBV Lemgo                 | 27.09.06, Mi. 20:00 Uhr |
| SG Nußloch                  | 28 : 31 (15 : 11)                | SG Köndringen/Teningen    | 27.09.06, Mi. 20:00 Uhr |
| TSG Friesenheim             | 49 : 27 (22 : 12)                | EHV Aue                   | 27.09.06, Mi. 20:00 Uhr |
| TSG Münster                 | 29 : 32 (13 : 11)                | Bergischer HC             | 27.09.06, Mi. 20:00 Uhr |
| TSG Altenhagen-Heepen       | 25 : 27 (12 : 12)                | SV Post Schwerin          | 27.09.06, Mi. 20:00 Uhr |
| HSG Tarp-Wanderup           | 31 : 29 (17 : 15)                | TSV Altenholz             | 27.09.06, Mi. 20:00 Uhr |
| SG Schalksmühle-Halver      | 26 : 33 (15 : 15)                | HBW Balingen-Weilstetten  | 27.09.06, Mi. 20:15 Uhr |
| SG Bramstedter/Henstedt     | 24 : 44 (11 : 21)                | TuS Nettelstedt-Lübbecke  | 27.09.06, Mi. 20:30 Uhr |
| HSG Kropp-Tetenhusen        | 25 : 35 (14 : 14)                | HSG Varel                 | 27.09.06, Mi. 20:30 Uhr |

### 3. Runde
Die Auslosung der 3. Runde fand am 3. Oktober 2006 statt.

Die Ligen der Teams entsprechen der Saison 2006/07.

Für die 3. Runde sind folgende Mannschaften qualifiziert:
| Bundesliga | 2. Bundesliga | Regionalliga | Oberliga und weitere                                 |
| - THW Kiel - SG Flensburg-Handewitt - VfL Gummersbach - SC Magdeburg - TBV Lemgo - SG Kronau/Östringen - TV Großwallstadt - HSG Nordhorn - HSV Hamburg - TuS Nettelstedt-Lübbecke - HSG Düsseldorf - HSG Wetzlar - Wilhelmshavener HV - HBW Balingen-Weilstetten - Eintracht Hildesheim | Nord - TV Emsdetten - OHV Aurich - ASV Hamm - Stralsunder HV - SV Post Schwerin - HSG Varel Süd - ThSV Eisenach - TSG Friesenheim - HSG Gensungen-Felsberg - TUSPO Obernburg - Bergischer HC | NOHV - HSG Tarp-Wanderup SHV - SG Kronau/Östringen II - SG Köndringen/Teningen SWHV - SG Wallau/Massenheim - TSG Groß-Bieberau | Oberliga Nordrhein-Westfalen - HSG Handball Lemgo II |

Die Spiele der 3. Runde fanden am 31. Oktober und 1./5. November 2006 statt. Der Gewinner jeder Partie zog in das Achtelfinale des DHB-Pokales 2007 ein.
| Heimmannschaft         | Endergebnis                      | Gastmannschaft           | Datum & Zeit            |
| ---------------------- | -------------------------------- | ------------------------ | ----------------------- |
| Post Schwerin          | 23 : 29 (10 : 14)                | SC Magdeburg             | 31.10.06, Di. 17:00 Uhr |
| ThSV Eisenach          | 33 : 35 n. V. (30 : 30, 16 : 17) | Eintracht Hildesheim     | 31.10.06, Di. 18:00 Uhr |
| TV Emsdetten           | 23 : 41 (11 : 18)                | TBV Lemgo                | 31.10.06, Di. 19:30 Uhr |
| HSG Gensungen-Felsberg | 29 : 43 (16 : 22)                | THW Kiel                 | 31.10.06, Di. 19:30 Uhr |
| SG Flensburg-Handewitt | 32 : 21 (13 : 10)                | TV Großwallstadt         | 31.10.06, Di. 20:00 Uhr |
| HSG Handball Lemgo II  | 26 : 28 (13 : 14)                | TSG Friesenheim          | 31.10.06, Di. 20:00 Uhr |
| Stralsunder HV         | 00 : 00 (00 : 00)*               | TSG Groß-Bieberau        | 01.11.06, Mi. 00:00 Uhr |
| SG Kronau/Östringen    | 27 : 19 (15 : 11)                | HBW Balingen-Weilstetten | 01.11.06, Mi. 17:00 Uhr |
| Bergischer HC          | 26 : 39 (09 : 18)                | HSV Hamburg              | 01.11.06, Mi. 18:00 Uhr |
| OHV Aurich             | 26 : 31 (14 : 13)                | HSG Wetzlar              | 01.11.06, Mi. 19:00 Uhr |
| HSG Nordhorn           | 27 : 31 (14 : 15)                | HSG Düsseldorf           | 01.11.06, Mi. 19:30 Uhr |
| SG Wallau/Massenheim   | 30 : 31 n. V. (27 : 27, 14 : 10) | TUSPO Obernburg          | 01.11.06, Mi. 19:30 Uhr |
| SG Köndringen/Teningen | 22 : 38 (11 : 18)                | Wilhelmshavener HV       | 01.11.06, Mi. 20:00 Uhr |
| HSG Tarp-Wanderup      | 26 : 39 (13 : 22)                | TuS Nettelstedt-Lübbecke | 01.11.06, Mi. 20:00 Uhr |
| SG Kronau/Östringen II | 31 : 25 (13 : 13)                | HSG Varel                | 01.11.06, Mi. 20:00 Uhr |
| ASV Hamm               | 27 : 35 (16 : 16)                | VfL Gummersbach          | 05.11.06, So. 17:00 Uhr |

* Stralsunder HV ist weiter durch Verzicht von TSG Groß-Bieberau

### Achtelfinale
Die Auslosung des Achtelfinale fand am 5. November 2006 statt.

Die Ligen der Teams entsprechen der Saison 2006/07.

Für das Achtelfinale sind folgende Mannschaften qualifiziert:
| Bundesliga | 2. Bundesliga                                                 | Regionalliga                 |
| - THW Kiel - SG Flensburg-Handewitt - VfL Gummersbach - SC Magdeburg - TBV Lemgo - SG Kronau/Östringen - HSV Hamburg - TuS Nettelstedt-Lübbecke - HSG Düsseldorf - HSG Wetzlar - Wilhelmshavener HV - Eintracht Hildesheim | Nord - Stralsunder HV Süd - TSG Friesenheim - TUSPO Obernburg | SHV - SG Kronau/Östringen II |

Die Spiele des Achtelfinales fanden am 28./29. November und 12. Dezember 2006 statt. Der Gewinner jeder Partie zog in das Viertelfinale des DHB-Pokales 2007 ein.
| Heimmannschaft         | Endergebnis       | Gastmannschaft           | Datum & Zeit            |
| ---------------------- | ----------------- | ------------------------ | ----------------------- |
| THW Kiel               | 40 : 25 (21 : 14) | TUSPO Obernburg          | 28.11.06, Di. 18:45 Uhr |
| TSG Friesenheim        | 25 : 29 (16 : 13) | HSG Düsseldorf           | 28.11.06, Di. 20:00 Uhr |
| Eintracht Hildesheim   | 39 : 40 (16 : 17) | HSV Hamburg              | 28.11.06, Di. 20:00 Uhr |
| SG Flensburg-Handewitt | 38 : 28 (19 : 13) | HSG Wetzlar              | 28.11.06, Di. 20:00 Uhr |
| SG Kronau/Östringen    | 38 : 30 (23 : 16) | TuS Nettelstedt-Lübbecke | 28.11.06, Di. 20:00 Uhr |
| Stralsunder HV         | 31 : 35 (17 : 17) | TBV Lemgo                | 29.11.06, Mi. 20:00 Uhr |
| SG Kronau/Östringen II | 23 : 28 (09 : 13) | Wilhelmshavener HV       | 29.11.06, Mi. 20:00 Uhr |
| SC Magdeburg           | 26 : 22 (15 : 12) | VfL Gummersbach          | 12.12.06, Di. 20:00 Uhr |

### Viertelfinale
Die Auslosung des Viertelfinales fand am 12. Dezember 2006 statt.

Die Ligen der Teams entsprechen der Saison 2006/07.

Für das Viertelfinale sind folgende Mannschaften qualifiziert:
| Bundesliga |
| - THW Kiel - SG Flensburg-Handewitt - SC Magdeburg - TBV Lemgo - SG Kronau-Östringen - HSV Hamburg - HSG Düsseldorf - Wilhelmshavener HV |

Die Spiele des Viertelfinales fanden am 13./14. Februar 2007 statt. Der Gewinner jeder Partie zog in das Final Four des DHB-Pokales 2007 ein.
| Heimmannschaft      | Endergebnis       | Gastmannschaft         | Datum & Zeit            |
| ------------------- | ----------------- | ---------------------- | ----------------------- |
| TBV Lemgo           | 32 : 35 (15 : 17) | THW Kiel               | 13.02.07, Di. 20:15 Uhr |
| SG Kronau-Östringen | 28 : 22 (12 : 08) | HSG Düsseldorf         | 14.02.07, Mi. 20:00 Uhr |
| Wilhelmshavener HV  | 21 : 40 (10 : 22) | SG Flensburg-Handewitt | 14.02.07, Mi. 20:00 Uhr |
| HSV Hamburg         | 31 : 29 (15 : 13) | SC Magdeburg           | 14.02.07, Mi. 20:30 Uhr |

## Final Four

### Halbfinale
Die Auslosung des Halbfinales fand am 15. Februar 2007 statt.

Für das Halbfinale waren folgende Mannschaften qualifiziert:
| Bundesliga                                                              |
| - THW Kiel - SG Flensburg-Handewitt - SG Kronau/Östringen - HSV Hamburg |

Die Spiele des Halbfinales fanden am 14. April 2007 statt. Der Gewinner jeder Partie zog in das Finale des DHB-Pokales 2007 ein.
| Heimmannschaft | Endergebnis       | Gastmannschaft         | Datum & Zeit            |
| -------------- | ----------------- | ---------------------- | ----------------------- |
| HSV Hamburg    | 28 : 29 (10 : 13) | SG Kronau/Östringen    | 14.04.07, Sa. 13:15 Uhr |
| THW Kiel       | 34 : 33 (19 : 12) | SG Flensburg-Handewitt | 14.04.07, Sa. 15:15 Uhr |

 HSV Hamburg – SG Kronau/Östringen 28 : 29 (10 : 13)

14. April 2007 in Hamburg, Color Line Arena, 13.000 Zuschauer
HSV Hamburg: Stojanović, Sandström – Yoon (6/2), Jansen (6/4), Hens    (4), Pungartnik (3), G. Gille  (3), Schröder  (2), B. Gille  (2), K. Lijewski (2), Flohr, Souza, Knorr, Lawrow
SG Kronau/Östringen: Szmal, Kolpak – Jurasik  (9), Velyky (6/3), Szlezak  (5/2), Klimovets   (4), Sinjak (2), Gensheimer  (1), Schelmenko (1), Torgowanow (1), Bechtold, Haaß, Hrachovec, Caillat
Schiedsrichter: Lars Geipel & Marcus Helbig
 THW Kiel – SG Flensburg-Handewitt  34 : 33 (19 : 12)

14. April 2007 in Hamburg, Color Line Arena, 13000 Zuschauer
THW Kiel: Omeyer , Andersson – Karabatić    (13), Kavtičnik  (7/1), Lövgren   (6/1), Linders (3), Zeitz (3), Andersson (1), Klein  (1), Xepkin  , Lundström
SG Flensburg-Handewitt: Beutler, Holpert – Stryger (6/2), Boldsen  (6), Nielsen  (5), Vranjes (5), Eggert (4/2), Lacković (3), Jensen   (3), Johannsen (1), Christiansen , Lijewski, Lauritzen, Knudsen
Schiedsrichter: Frank Lemme & Bernd Ullrich

### Finale
Das Finale fand am 15. April 2007 statt. Der Gewinner der Partie wurde Sieger des DHB-Pokales 2007.
| Heimmannschaft      | Endergebnis       | Gastmannschaft | Datum & Zeit            |
| ------------------- | ----------------- | -------------- | ----------------------- |
| SG Kronau/Östringen | 31 : 33 (19 : 15) | THW Kiel       | 15.04.07, So. 14:00 Uhr |

SG Kronau/Östringen – THW Kiel  31 : 33 (19 : 15)

15. April 2007 in Hamburg, Color Line Arena, 13350 Zuschauer
SG Kronau/Östringen: Szmal, Kolpak – Velyky (10), Gensheimer   (4), Schelmenko  (4), Torgowanow (3), Jurasik  (3/1), Haaß     (2), Klimovets   (2), Szlezak  (2/2), Caillat  (1), Bechtold, Sinjak, Hrachovec
THW Kiel: Omeyer, Andersson – Karabatić  (12/1), Lundström  (5), Kavtičnik (4), Andersson (3), Klein  (3), Linders (2), Lövgren   (2), Zeitz  (2), Xepkin   
Schiedsrichter: Bernd Methe & Reiner Methe
Frauen:
1975 |
1976 |
1977 |
1978 |
1979 |
1980 |
1981 |
1982 |
1983 |
1984 |
1985 |
1986 |
1987 |
1988 |
1988/89 |
1989/90 |
1990/91 |
1991/92 |
1992/93 |
1993/94 |
1994/95 |
1995/96 |
1996/97 |
1997/98 |
1998/99 |
1999/2000 |
2000/01 |
2001/02 |
2002/03 |
2003/04 |
2004/05 |
2005/06 |
2006/07 |
2007/08 |
2008/09 |
2009/10 |
2010/11 |
2011/12 |
2012/13 |
2013/14 |
2014/15 |
2015/16 |
2016/17 |
2017/18 |
2018/19 |
2019/20 |
2020/21 |
2021/22 |
2022/23 |
2023/24 |
2024/25 |
2025/26
Männer:
1975 |
1976 |
1977 |
1978 |
1979 |
1980 |
1981 |
1982 |
1983 |
1984 |
1985 |
1986 |
1987 |
1988 |
1988/89 |
1989/90 |
1990/91 |
1991/92 |
1992/93 |
1993/94 |
1994/95 |
1995/96 |
1996/97 |
1997/98 |
1998/99 |
1999/2000 |
2000/01 |
2001/02 |
2002/03 |
2003/04 |
2004/05 |
2005/06 |
2006/07 |
2007/08 |
2008/09 |
2009/10 |
2010/11 |
2011/12 |
2012/13 |
2013/14 |
2014/15 |
2015/16 |
2016/17 |
2017/18 |
2018/19 |
2019/20 |
2021/22 |
2022/23 |
2023/24 |
2024/25 |
2025/26
Männer:
Bundesliga |
2. Bundesliga |
Regionalliga |
Pokalwettbewerb:
DHB-Pokal
Frauen:
Bundesliga |
2. Bundesliga |
Regionalliga |
Pokalwettbewerb:
DHB-Pokal